# Jersey Farm
Jersey Farm – wieś w Anglii, w hrabstwie Hertfordshire, w dystrykcie St Albans. Leży 16 km na zachód od miasta Hertford i 32 km na północ od centrum Londynu.